# فريدريك إي. هاريسون
فريدريك إي. هاريسون هو سياسي كندي، ولد في 1876، وتوفي في 10 سبتمبر 1962.